# Anatoli Starostin
Anatoli Starostin, född den 18 januari 1960 i Dusjanbe, Tadzjikistan, är en sovjetisk idrottare inom modern femkamp.
Han tog OS-guld i den individuella tävlingenen och även OS-guld i lagtävlingen Detaljer... i samband med de olympiska tävlingarna i modern femkamp 1980 i Moskva.
Han tog OS-silver i lagtävlingen i samband med de olympiska tävlingarna i modern femkamp 1992 i Barcelona.